# Campeonato Africano de Atletismo de 2016 - Heptatlo feminino
A prova do heptatlo feminino do Campeonato Africano de Atletismo de 2016 foi disputada entre os dias 24 e 25 de junho no Kings Park Stadium  em Durban, na África do Sul. Participaram da prova 7 atletas. 

## Recordes
Antes desta competição, os recordes mundiais e do campeonato nesta prova eram os seguintes:
|                       | Nome                 | Nacionalidade  | Pontos   | Local   | Data                   |
| --------------------- | -------------------- | -------------- | -------- | ------- | ---------------------- |
| Recorde mundial       | Jackie Joyner-Kersee | Estados Unidos | 7291 pts | Seul    | 24 de setembro de 1988 |
| Recorde do campeonato | Margaret Simpson     | Gana           | 6031 pts | Nairóbi | 31 de julho de 2010    |
| Recorde africano      | Margaret Simpson     | Gana           | 6423 pts | Götzis  | 29 de maio de 2005     |

Os seguintes recordes foram estabelecidos durante esta competição:
| Data        | Evento | Atleta          | Nacionalidade | Pontos   | Notas                 |
| ----------- | ------ | --------------- | ------------- | -------- | --------------------- |
| 25 de junho | Final  | Uhunoma Osazuwa | Nigéria       | 6153 pts | Recorde do campeonato |

## Medalhistas
| Ouro                  | Prata              | Bronze                 |
| Uhunoma Osazuwa (NGR) | Marthe Koala (BUR) | Elizabeth Dadzie (GHA) |

## Cronograma
Todos os horários são locais (UTC+2). 
| Data        | Hora  | Evento                   |
| ----------- | ----- | ------------------------ |
| 24 de junho | 09:30 | 100 metros com barreiras |
| 24 de junho | 10:25 | Salto em altura          |
| 24 de junho | 16:50 | Arremesso de peso        |
| 24 de junho | 18:40 | 200 metros               |
| 25 de junho | 09:15 | Salto em distância       |
| 25 de junho | 10:40 | Lançamento de dardo      |
| 25 de junho | 19:15 | 800 metros               |

## Classificação final
| Colocação         | Atleta           | Nacionalidade  | 100 m C/B | SA   | AP    | 200 m | SD   | LD    | 800 m   | Total | Notas            |
| ----------------- | ---------------- | -------------- | --------- | ---- | ----- | ----- | ---- | ----- | ------- | ----- | ---------------- |
| Medalha de ouro   | Uhunoma Osazuwa  | Nigéria        | 13.32     | 1.83 | 12.87 | 24.19 | 6.24 | 36.30 | 2:17.50 | 6153  | ,                |
| Medalha de prata  | Marthe Koala     | Burquina Fasso | 13.27 =NR | 1.77 | 12.40 | 24.56 | 5.90 | 40.75 | 2:21.00 | 5952  |                  |
| Medalha de bronze | Elizabeth Dadzie | Gana           | 13.67     | 1.62 | 11.60 | 24.89 | 6.25 | 40.33 | 2:20.85 | 5730  |                  |
| 4                 | Houda Hagras     | Egito          | 14.01     | 1.68 | 11.99 | 25.40 | 5.97 | 40.60 | 2:27.90 | 5555  | Recorde nacional |
| 5                 | Nada Charoudi    | Tunísia        | 14.53     | 1.53 | 13.08 | 25.73 | 5.77 | 42.31 | 2:22.46 | 5396  | Recorde nacional |
| 6                 | Neal Maya        | Libéria        | 14.45     | 1.56 | 11.22 | 26.22 | 5.32 | 38.75 | 2:26.31 | 5024  |                  |
| 7                 | Nienka du Toit   | África do Sul  | 14.73     | 1.59 | 13.26 | DQ    | 5.58 | 35.96 | 2:42.36 | 4206  |                  |

Legenda
| Recorde mundial       | Recorde mundial (World record)               |                       | Recorde africano                      | Recorde africano (African) |                                           | Q | Classificado por posição (Qualified) |
| Recorde do campeonato | Recorde do campeonato (Championship record)  | Recorde da América    | Recorde da América (Americas)         | q                          | Classificado por melhor tempo (Qualified) |   |                                      |
| Melhor marca do ano   | Melhor marca do ano (World leading)          | Recorde asiático      | Recorde asiático (Asian)              | DNS                        | Não largou (Did not start)                |   |                                      |
| Recorde nacional      | Recorde nacional (National record)           | Recorde europeu       | Recorde europeu (European)            | DNF                        | Não terminou (Did not finish)             |   |                                      |
| Recorde pessoal       | Recorde pessoal do atleta (Personal best)    | Recorde da Oceania    | Recorde da Oceania (Oceania)          | DSQ / DQ                   | Desclassificado (Disqualified)            |   |                                      |
| Recorde da temporada  | Recorde da temporada do atleta (Season best) | Recorde sul-americano | Recorde sul-americano (South America) | NM                         | Sem marca (No mark)                       |   |                                      |